# Іон Ватаману
Іон Іванович Ватама́ну (рум. Ion Vatamanu; 1 травня 1937, с. Костичани, нині Новоселицького району Чернівецької області — 9 серпня 1993, Кишинів) — молдовський письменник (поет, прозаїк, перекладач), учений у галузі хімії. Був членом Спілки письменників СРСР.

## Біографія
1960 року закінчив хімічний факультет Кишинівського університету. Був науковим співробітником Інституту хімії академії наук Молдови, завідував лабораторією.
1990 року Ватаману обрали депутатом парламенту, де він був головою Комісії з питань культури та культів.
Вірші друкував із 1957 року — ще зі студентських часів. Видав поетичні збірники «Перші сніжинки» (1962), «Монологи» (1964), «У травах» (1967), «Тиша слів» (1971), «Колір абрикоса» (1971), «Пісенна пора» (1974), «Вершини кохання» (1981) та інші. Автор книги оповідань для дітей і юнацтва «Пригоди Атома».
У видавництві «Картя Молдовеняске» окремим виданням вийшов збірник віршів «Пісні про мене самого» американського поета Волта Вітмена в перекладах Іона Ватаману.
Вірш Ватаману «Молдова, намистина вогню» українською мовою переклав Анатолій Глущак.